# Bataille de San Ignacio de Piaxtla
Guerre d'indépendance du Mexique
La Bataille de San Ignacio de Piaxtla est une action militaire de la guerre d'indépendance du Mexique qui eut lieu le 8 février 1811 à San Ignacio de Piaxtla, État de Sinaloa. Les insurgés commandés par le général José María González Hermosillo (es) y furent défaits par les forces royalistes de Alejo García Conde qui était alors chef militaire de la municipalité de Sonora.
Les forces royalistes firent environ 500 morts parmi les insurgés ainsi que de nombreux prisonniers. Les rares insurgés qui purent s'échapper se dispersèrent dans les montagnes, et cette défaite mit ainsi fin à toute tentative réaliste d'insurrection dans le nord-est du Mexique.

## Sources
- BUSTAMANTE, Carlos María de (1846). Cuadro histórico de la revolución mexicana, comenzada en 15 de septiembre de 1810 por el ciudadano Miguel Hidalgo y Costilla, Cura del pueblo de los Dolores. (Impr. de JM Lara edición). México.